# Копіювання
Копіювáння (copying) в інформатиці — процес отримання копій; відтворення даних зі зберіганням вихідної інформації.
В більш широкому сенсі копіювання — дублювання інформації або артефакту, тобто явища, процесу, предмета, заснованому тільки на примірнику цієї інформації або артефакті, а не за допомогою процесу, що викликав його. При аналоговому способі копіювання можливе тільки з обмеженим ступенем точності, який залежить від якості використовуваного обладнання та кваліфікації оператора. Існує деяке неминуче погіршення й накопичення «шуму» (випадкових невеликих змін, не тільки при копіюванні звуку) від оригіналу до копії; це погіршення накопичується з кожною копією. При цифровому способі копіювання є досконалим. Копіювання і вставка часто використовується для перенесення інформації в комп'ютері.